# Burglauer
Burglauer är en kommun och ort i Landkreis Rhön-Grabfeld i Regierungsbezirk Unterfranken i förbundslandet Bayern i Tyskland.
Kommunen ingår i kommunalförbundet Bad Neustadt an der Saale tillsammans med kommunerna Hohenroth, Niederlauer, Rödelmaier, Salz, Schönau an der Brend och Strahlungen.